# Allemant (Marne)
Allemant é um pequeno município do departamento de Marne, na região de Grande Leste, no nordeste da França.

## Geografia
Este município é rodeado por Broussy-le-Petit ao norte, Broussy-le-Grand ao nordeste, Linthes ao sudeste, Saint-Loup ao sul, Péas ao sudoeste, Broyes a oeste e Mondement-Montgivroux ao noroeste.